# 莱文 (犹他州)
莱文（英語：Levan），是美国犹他州贾布县下属的一座城鎮。面积大约为0.78平方英里（2平方公里），海拔约为5,315英尺（1,620米）。根据2010年美国人口普查，该鎮有人口841人。